# 鬼龍院花子の生涯
『鬼龍院花子の生涯』（きりゅういんはなこのしょうがい）は、宮尾登美子の著した長編小説である。『別冊文藝春秋』145号から149号に連載された。大正、昭和の高知を舞台に、侠客鬼龍院政五郎（通称・鬼政）とその娘花子の波乱万丈の生涯を、12歳で鬼政のもとへ養女に出され、約50年にわたりその興亡を見守った松恵の目線から描いた作品。

## 概要
宮尾の土佐の花街を舞台にした小説は、置屋の紹介人だった宮尾の父が残した14冊の日記、営業日記、住所録を主に参考として取材し創作されている。鬼龍院政五郎は父の日記にあった父にお金を借りに来た親分の話で、モデルになった人物が当時まだ存命で取材に協力してくれ、話を聞いたそのままの実話だという。

## あらすじ
「土佐に熱血の志士は出ても男稼業の侠客は育たぬ」と言われた高知で、大正4年春、鬼政こと鬼龍院政五郎は九反田上市場の納屋堀に男稼業の看板を掲げた。大正7年春、子だくさんの白井家に生まれた数え年12歳の松恵は、弟の拓（ひらく）と鬼政の家にもらわれるが、拓は翌日逃げ出し、松恵だけが養女となる。松恵は子分たちのいる主家の向かい家で、正妻の歌、妾の〆太、笑若、つると暮らすことになった。
翌年、18歳のつるが妊娠し、長女・花子を出産。鬼政は初めての子に喜ぶが、〆太、笑若は家を去る。学業優秀な松恵は、学費の工面に苦労しながら女学校に進学するが、歌が腸チフスで死去。鬼政は労働運動家の安芸 盛（あき さかん）を迎えて高知県初の労働者組織を発足させたが、高知刑務所から出所した安芸が松恵と結婚したいと聞くと激怒し、安芸の小指を詰めて決別する。松恵は鬼政に体を求められて逃げ出し、絶望するが、昭和2年、念願の小学校教員となり、自活する。
鬼政は高知のやくざ荒磯と相撲の興行権を巡って対立する。花子は鬼政と家事の苦手なつるに甘やかされ、わがままに育つ。松恵は鬼政の姉・加世の下宿人で京大に進学した田辺恭介と文通を始め、卒業後の結婚を約束する。荒磯は鬼政の家をダイナマイトで爆破。鬼政の子分たちが報復に向かうも荒磯を討てないまま、鬼政ともども逮捕される。松恵は自主退職を余儀なくされる。
鬼政は服役。地元の名士・須田保次郎からも絶縁され、鬼龍院家は衰えていくが、花子のわがままはあいかわらずだった。松恵は大阪で技芸学校の舎監に就職し、田辺恭介と結婚しようとするが、獄中の鬼政、田辺の両親から反対され、別居する。昭和11年3月、出所した鬼政は松恵を呼び戻す。鬼政は衰えた鬼龍院家を建て直そうとするが、中風に倒れる。方々に借金をしたあげく、昭和15年１月、再び倒れ68歳で他界する。松恵は高知を出ようとするが、神戸の山口組に挨拶にいったつるが39歳の若さで急死する。
つるを看取った山口組の権藤哲夫と花子が急遽結婚し、鬼龍院家は代替わりする。松恵は再び家を出ようとするが、神戸に行く権藤から留守を頼まれる。8月、権藤は浅草で抗争事件に巻き込まれ死去。遺骨を届けに来た山口組の辻原喜八郎は花子に手を出し、二人の結婚が決まる。9月、花子は神戸に移り住む。松恵は仕送りをする条件で田辺家から結婚を許され、高知に念願の新居を構える。昭和18年1月、花子は長男を出産するが、祝いに行った松恵は散らかり放題の屋敷にあきれる。終戦後、田辺が故郷の徳島で脳溢血で急死。葬式に駆けつけた松恵は、田辺の父親から罵倒されるが、密かに分骨した夫の遺骨を持って高知に戻る。鬼龍院家は瓦解していた。昭和25年、松恵は地元の裁縫女学校の教員となる。翌年、辻原に捨てられた花子と長男・寛が帰ってくる。素行の悪い寛をよそに預け、ようやく花子は働きだすが、仕事が続かず、職を転々とする。
昭和39年、58歳の松恵は再び上京して学校で学ぶことを決意する。準備を進めていた3月16日、旅館の女中として働く花子が心臓麻痺で45歳で死去。上京する前日、松恵は花子の遺骨を墓所に葬り、本名の林田ではなく、「鬼龍院花子」と書いた卒塔婆を立てる。鬼龍院家の盛衰を見届けた松恵から花子への手向けであった。

## 登場人物
林田（白井）松恵
本作の語り手。12歳の時鬼龍院政五郎の養女となる。鬼政の後援する労働活動家・安芸盛との縁談を鬼政自身の手によって裂かれ、また教師・田辺恭介との恋愛も恭介の両親の反対によって困難を極める。戦後服飾学校の教員となり、花子の菩提を弔う。
鬼龍院政五郎（林田恒吉）
本作の最初の主人公。高知の宇佐に生まれる。幼くして出奔した後、阪神で渡世に入り明石屋万吉の子分となり、のち高知に戻り鬼龍院一家を興す。四国の興行界を握った実在の人物、鬼頭良之助こと森田良吉がモデル。通称・鬼政。
鬼龍院花子
鬼政が妾・つるとの間にもうけた実子であり、本作もうひとりの主人公。幼いころから何不自由せず成長したため、のちの動乱に翻弄されることとなる。

## 書誌情報
鬼龍院花子の生涯
- 文藝春秋、1980年1月。ISBN 978-4-1630-5720-0
- 文藝春秋 文春文庫、1982年6月。ISBN 978-4-1672-8701-6
- 中央公論社 中公文庫、1998年1月。ISBN 978-4-1220-3034-3
- 文藝春秋社 文春文庫新装版、2011年3月。ISBN 978-4-1672-8713-9

## 映画
1982年（昭和57年）6月5日に封切り公開。製作は東映。宮尾登美子最初の映像化作品。配給収入は11億円。キネマ旬報ベストテンでは圏外の第16位だったが、読者選出ベストテンでは第6位となり、1982年の興行ベストテン7位となった。
松恵（夏目雅子）の凄味のきいたセリフ「なめたらいかんぜよ！」が当時の流行語となり、夏目のヌードも話題となった。夏目は第25回（1982年度）ブルーリボン賞で主演女優賞を獲得。映画の大ヒットで宮尾登美子も流行作家にのし上がった。

### あらすじ
昭和15年夏、松恵は京都の橋本遊郭に駆けつける。そこでは娼妓に身を落とした義理の妹・花子が急死していた。
大正7年秋、土佐の侠客、鬼龍院政五郎と妻の歌は、子沢山の白井家の元から養子として拓と姉の松恵の身を貰い受けるが、翌日に拓は脱走。松恵は歌、妾の牡丹、笑若に囲まれて暮らすことになった。
鬼政は闘犬のいさかいで末長平蔵の家に行き、女中のつるをさらって帰る。末長は逃走するが兄弟分の三日月次郎と鬼政が海辺で決闘し、御前こと須田宇市が仲裁する。妾にされたつるは最初鬼政に近付かなかったが、ある夜寝床に居座り、牡丹や松恵と争う。松恵はつると平手打ちをさせられるうち、初潮を迎える。やがてつるは妊娠し花子を出産。鬼政は初めての実子である花子を溺愛する。松恵は県立第一女学校に合格し、鬼政に進学を懇願する。
松恵は女学校卒業後小学校教師となる。花子は世間知らずで我が儘な娘に育った。鬼政は須田から須田が筆頭株主の土佐電鉄のスト破りを依頼される。活動家の田辺恭介の人格に惚れ込んだ鬼政は弱者を助ける侠客として労働運動支援を決意。須田は鬼政を出入禁止とする手紙を送る。鬼政は単身須田のもとに申し開きに行くが、須田は末長と手を結んでいた。
鬼政は16歳の花子を服役中の田辺と結婚させることにする。釈放された田辺は鬼政から欲しいものを問われるが、刑務所へ差し入れに訪れた松恵を所望し、鬼政を激怒させる。鬼政はけじめとして田辺の小指を詰める。鬼政は料理屋に松恵を呼び出し手篭めにしようとするが抵抗されあきらめる。
鬼政は娘の花子を山根組の権藤哲男と縁組する。祝宴の最中、歌が腸チフスで倒れる。鬼政は隔離治療を拒み、松恵は感染しながらも看病するが、歌はそれまでの松恵への冷たい仕打ちを謝罪しながら息を引き取る。
昭和12年冬。回復し高知を出た松恵は大阪で田辺と暮らし妊娠する。折しも花子の婚約者の権藤が抗争事件で死亡し、つるは家出。松恵は田辺と高知に帰る途中、船の中で流産する。松恵は鬼龍院家に立ち寄り、鬼政と和解。その夜、一人で夜店を歩いていた花子が末長にさらわれ、後をつけていた田辺が刺殺される。鬼龍院一家は末長のもとに向かうがダイナマイトで一網打尽にされる。徳島の田辺の葬式で分骨を望んだ松恵は田辺の父親に罵倒されるが、松恵は「鬼政の娘じゃき舐めたらいかんぜよ」と啖呵を切る。
子分を失い荒れた鬼龍院家。鬼政は供養のため地蔵を彫った。鬼政は末長家に切り込み、花子を連れ戻そうとするが、花子は末長の若い衆を庇い拒否する。その後自首した鬼政は、2年後に網走で死去した。
花子は長らく消息不明だったが、松恵の元に一度だけ助けを求めるハガキが届いていた。松恵は橋本遊郭を出ると、花子のハガキを川に破り捨て静かに立ち去る。

### キャスト
鬼龍院政五郎
演 - 仲代達矢
鬼龍院家の親分。土佐では名の知れた人物で、「九反田の鬼政(おにまさ)」の異名で恐れられる。本人はヤクザではなく侠客と称している。強面で気性が荒い一方、男気があり義理堅い性格。女性が教育を受けることには否定的な考えの持ち主。後に気骨のある恭介に感銘を受けて傾倒し、労働者側の味方となり「土佐労働者同盟」を結成する。
松恵
演 - 夏目雅子
政五郎の養女。学業に優秀で県立の高等女学校に入学し、後に小学校教師となる。鬼龍院家の人間たちの生き様を目の当たりにしてきた影響で、しとやかな中にも激しい情念を秘める女性に成長。様々な人間との出会いや別れを通じて、波乱に満ちた人生を送る。
少女時代の松恵
演 - 仙道敦子
当初弟・拓（ひらく）だけが養子になる予定だったが、政五郎に「賢そうな顔をしている」と気に入られたため急遽、鬼龍院家にもらわれる。学校に通わせてもらい勉強に勤しむ傍ら、政五郎の身の回りの世話や後に生まれる花子の子守などをして暮らす。鬼龍院家の人間模様を肌で感じながら思春期を過ごす。

#### 鬼龍院家の家族など
歌
演 - 岩下志麻
政五郎の妻。鬼龍院家で働く女中や手下たちに睨みをきかせる。少々のことにも動じずに凛とした佇まいの女性。酒好きだが、体に影響が出ており手下たちから心配されている。自身に子供ができないことに負い目を感じているのか、政五郎の妾たちを家に同居させることを公認している。松恵に対して養女入りした当初から容赦なく厳しく接してきたが、今際に「松恵には自身のような人生を送らせたくなかった」とその真意を吐露した。
花子
演 - 高杉かほり
政五郎とつるの実子。松恵が養女になった1年後に生まれる。小さい頃から政五郎には甘やかされて育ったため、16歳になるとおてんばな娘に育つ。マイペースで自己中心的な性格。幼少の頃から綺麗に着飾る服や化粧品に興味を持つが、その反面学業は苦手。成長後は色鮮やかな着物と大きいリボンを身に着けている。鬼龍院家を取り巻く人間たちに人生を翻弄される。
つる
演 - 佳那晃子
元々は末長の元で働いていた女中。政五郎とすれ違いざまに強引に連れて行かれそのまま妾となる。当初は鬼龍院家の者たちに反発していたが、政五郎と関係を持ち子供を産むと大きな顔をするようになる。
牡丹
演 - 中村晃子
政五郎の妾。松恵を実の妹のようにかわいがっている。松恵に厳しく接する歌に「母親らしい所なんて見せたことないのに親を気取って」と反発心を向けている。
笑若(えみわか)
演 - 新藤恵美
政五郎の妾。

#### 政五郎の手下
相良(さがら)
演 - 室田日出男
政五郎の手下たちのまとめ役。政五郎と共に養子をもらう時に同行した。頼りがいがあり面倒見が良く手下たちをまとめる。松恵にも親身に接しており、松恵からは「おんちゃん（おじちゃん）」と呼ばれ慕われている。
兼松
演 - 夏木勲
元々は『海神』と名付けた土佐闘犬の飼い主で、闘犬競技に情熱を注ぐ男。対戦相手の平蔵の犬に勝ったことに言いがかりをつけられ、海神をなぶり殺しにされる。この時に政五郎が味方になってくれたことから後に鬼龍院家の一員となり、命がけで政五郎を支える。
六蔵
演 - 佐藤金造
兼松の舎弟。兼松を心から慕い、後に共に鬼龍院家の一員となる。成長した花子の通学時の護衛や自転車に乗る練習に付き添ったりしている。作中では歌が上手く、地元の民謡らしき歌を歌っている。
丁次
演 - アゴ勇
鬼龍院家の手下。
精
演 - 益岡徹
鬼龍院家の手下。
冬喜(ふゆき)
演 - 松野健一
鬼龍院家の手下
熊
演 - 古今亭朝次
鬼龍院家の手下
太市
演 - 広瀬義宣
鬼龍院家の手下

#### 恭介の関係者
田辺恭介
演 - 山本圭
高知商業の学校の教師。貧しい人たちの味方となり、土佐電鉄労働組合の参謀役としてストライキを支援する。真面目で正義感に溢れ、かなり度胸が据わった人物。常に強い信念に基づいて行動している。政五郎とは考えの違いから敵対していたが、打たれ強さと根性を政五郎に認められ、また自身も政五郎の純粋さに惚れ込んでいる。後に松恵に好意を寄せる。
近藤
演 - 役所広司
土佐電鉄労働組合の委員長。土佐電鉄のストライキを実行する代表者。最初は威勢よかったが、政五郎に一、二発殴られて伸びてしまう。
田辺源一郎
演 - 小沢栄太郎
恭介の父。恭介の死後、分骨を求めて家を訪れた松恵に対し罵声を浴びせる。

#### 山根の関係者
山根勝
演 - 梅宮辰夫
山根組の組長。作中では関西で勢いのあるとされる組の親分。哲男と花子の縁談により鬼龍院家と兄弟分になることを大いに喜ぶ。
権藤哲男
演 - 誠直也
山根組の若い衆。花子との結婚を前提に付き合い始める。
辻原徳平
演 - 成田三樹夫
政五郎と山根勝を引き合わせた人物。哲男と花子の縁談を持ちかける。

#### 平蔵の関係者
末長平蔵
演 - 内田良平
末長組の組長。周りには卑怯な性格として知られているとのこと。『土佐嵐』と名付けた自慢の土佐闘犬(格付けは横綱)を飼っているが、闘犬競技で格下の兼松の犬に負けたことに言いがかりをつける。非常に執念深い人物で、この一件で間に入った政五郎に対し恨みの感情を持つ。
秋尾
演 - 夏木マリ
平蔵の妻。喧嘩っ早く気性が荒く、気に入らないことがあると公衆の面前でも声を荒らげる。一方でいざとなるとすっとぼけたり、色目を使って事を収めようとする性格。
三日月次郎
演 - 綿引洪
平蔵の兄弟分。平蔵が政五郎の手下たちによって揉め事が起きたため政五郎の命を狙う。

#### その他の主な人物
須田宇市
演 - 丹波哲郎
政五郎から御前(ごぜん)と呼ばれ畏敬の念を抱かれる存在。平蔵と政五郎を若い頃から目をかけており両者にとって逆らえない人物。調子づいてはいけないと政五郎を諭す。牡丹のことをよく知る人物。土佐電鉄の筆頭株主。
梅田貫吉
演 - 内田稔
須田の知り合い。須田が土佐電鉄のストライキに困っており、問題を解決するよう政五郎に依頼する。世間体があるため、相手にケガを負わせないようにと注文をつける。
白井善七
演 - 谷村昌彦
松恵の実の父。土佐で細々と商売をしている。店を繁盛させるために後ろ盾が必要と感じ、政五郎が跡継ぎを探していると知って自身の子供を養子に出す。子沢山で10人ほどの子供を抱える。
ひらく
演 - 桜井稔
松恵の実の弟。当初、政五郎夫妻の跡取りになるべく養子になるはずだった男の子。侠客の政五郎に出会った時から恐れて養子になることを拒み、松恵に連れられ渋々鬼龍院家に訪れる。しかし、鬼龍院家の人間に挨拶を済ませたその日の夜に耐え切れずに一人で逃げ出して実家に戻る。
加藤医師
演 - 浜田寅彦
歌のかかりつけ医。時々体調を崩していた歌を診察していたが腸チフスと診断する。治療のために隔離病院へ移すことを政五郎に進言する。
島田刑事
演 - 宮城幸生
「共産党の差金で労働者を扇動している」と治安維持法違反の疑いで、自作の本を街頭で売っていた恭介を連行して取り調べする。

#### その他
龍松一家の刺客
演 - 福本清三
辰吉
演 - 淡九郎
太刀山
演 - 大川ひろし
天神文吉
演 - 宮川珠季
秋本要造
演 - 林彰太郎
ちょろ松
演 - 勝野賢三
山村建彦
演 - 岩下浩
駒田重蔵
演 - 岩尾正隆
きわ
演 - 富永佳代子
きよ
演 - 清水郁子
宮崎
演 - 笹木俊志

### スタッフ
- 監督：五社英雄
- プロデューサー：奈村協、遠藤武志
- 脚本：高田宏治
- 音楽：菅野光亮

### 製作

#### 企画
プロデューサーの日下部五朗は、社長の岡田茂から女性客の動員を見込める映画を作り、それまでの東映京都撮影所が続けてきた男性客一辺倒の転換を求められていた。梶芽衣子は「ぜひこれを私の主役で…」と宮尾の小説『鬼龍院花子の生涯』を日下部に持ち込んでいた。
日下部は、地回りのヤクザ・鬼政とその娘・花子、鬼政の養女・松恵との五十年におよぶ相克を描いた内容、父娘の物語や女の一生を描くことで女性客にも訴求できる上に、任侠の世界を舞台にした京撮が得意とする情念的な泥臭さもあり、映画になると直感し、原作小説を買い取り映画化の準備をはじめた。本社の会議では、若山富三郎と大竹しのぶの主演で役員20人の前で説明したが却下され、岡田に企画を何度提出しても「暗い。当たらん」と却下された。日下部は攻め方を変え、自分以上の好色家である岡田に対し「これは土佐の大親分が妻妾同居で1階に正妻を、向かいに妾を住ませて、双方の家を行き来してヤリまくる話です」と話したところ、一発逆転でOKが出たと話している。
映画公開から11年経った1993年の映画誌のインタビューで日下部は「『鬼龍院花子の生涯』や『楢山節考』なんて映画は、ぼくが東映の社員プロデューサーだからできたんで、これが独立プロデューサーで、自分がカネ集めて勝負する、大冒険はやれなかったと思いますね。やらせて貰ったんだという気持ちはあります。それは独立して、己の才能を賭けてね、損も得も一身で荷うというのが本来のプロデューサーだとは思いますが、今の映画界の状況では難しくて。まあ最初ドカーンと当てりゃ、あと二本ぐらい作れるでしょうけど、最初の二本外したらもうエンドでしょうね。才能を持っていたとしてももう無理でしょう。東映の社員プロデューサーですから、当たっても当たらなくても、責任は取らなくていい立場にある。思うようにやれるということはあります。東宝はいろんな外部プロから作品を買っていますけど、買う才能がありますね。東映はこれまで岡田さんが全責任ひとりで背負って、自主製作の活力を失うまいと色んな作品を作って来ましたけど、会社にというより、企画を持ち込むのは最高責任者である岡田さんになりますが、ぼくの場合は5本持って行って、2本なり、3本なりが、『よし、やれ！』となりますけど、結局、映画の場合、当たるも八卦、当たらぬも八卦ですから、判断はいってみれば経験と勘に頼るしかないですよ。ぼくのプロデューサーとしての勘、岡田さんの最高責任者としての勘、ピタッと一致したとき名作が生まれる、『鬼龍院花子の生涯』や『極道の妻たち』なんかがまさにそうだったように思います」などと話している。
高岩淡は「佐藤正之さんが岡田さんのところにやってきて、五社を『何かに使ってやってくれ』と頼み、ちょうど日下部が『鬼龍院花子の生涯』の企画を持ってきたから岡田さんが『これを五社にやらせろ』と言って製作を決めた」「宮尾登美子もまだベストセラー作家じゃなかった。特異な世界のどろどろした人間関係をテーマにした小説ですから、読書層の広がらなかった。だから、日下部が企画あげて来たとき、あんな暗い話、当たらんと営業なんか乗らなかったんです。だけど、ある人からヒントを得て感ずるところあった五朗はイケると粘りまくった。みんな反対でモタ付く中で、岡田社長が『五社にやらせてみろ』と暫くたって指示されたんですね。当時の五社さんは公私ともにドン底でね、監督生命さえ危ぶまれていたんですよ。それに『やらせてみろ』ですからねえ。結果は岡田社長の思惑通り、五社さんの最高傑作が生まれたんですが、外から見れば意外や意外でしたね」などと話している。
本作で美術を担当した西岡善信は著書で「当時僕は月に5、6回東京に行って、六本木の喫茶店で俳優座と打ち合わせをしてました。それで佐藤正之さんに『鬼龍院花子の生涯』というタイトルを聞いた。佐藤さんは『これを五社にやらせようと思うけどどうやろ？』と聞かれたけど、本人は映画は辞めようとしてたし、どうかなと思ったんです。でも、東映で相談してみようかとなった。東映の岡田さんがオーケーを出して、結果的にヒットしました」などと述べている。

#### 梶芽衣子の証言
梶芽衣子は『オール讀物』の連載「自伝 梶芽衣子」2017年8月号で「間違った情報がまるで事実であるかのように世間に広がっているので、野放しにできない」と初めてその経緯を話し、この日下部の話は事実無根で、日下部は自身（梶）の企画を横取りした卑劣な人間と批判している。
日下部は著書『シネマの極道』の中で「梶芽衣子さんが『日下部さん、これを読んでくれない？』と原作を持ってきた」、「梶が主演した1974年の『ジーンズブルース 明日なき無頼派』以来、梶とは交諠を結んでいた」とも話しているが、梶は「私が出演した作品にプロデューサーとして日下部さんの名前が入っていることはありましたが、現場でお会いしてお話したことのない、まったく存じ上げない方」という。
梶は「鬼龍院花子の生涯」の原作を書店で読んで感銘を受け、映画化に向けての具体的なプランを進めて、監督を増村保造に、鬼政役には若山富三郎を考え、若山には出演を快諾されていた。シノプシスをマネージャーにまとめさせて企画書を作成。「女囚さそりシリーズ」の降板問題で東映には迷惑をかけたこともあり、「恩返しが出来るかもしれない」と東映に企画を持ち込むことにし、作品内容から東映東京よりも東映京都の方がいいだろうと考えた。最初はお世話になった俊藤浩滋に持っていこうと思ったが、大プロデューサーにいきなりは失礼かと思い、当時、企画窓口だった奈村協に企画を持ち込んだ。ところがなかなか返事が来ず、東映がダメなら独立プロで製作してもいいと思い始めた頃、東映が『鬼龍院花子の生涯』の映画化を発表した。企画者他、梶の名前は全くなく、寝耳に水の話に呆然の梶に奈村から電話があり、「（主人公以外の）ほかの役ならどれでもいいって、五朗ちゃんが言っている」と伝えられた（日下部本人からの打診はなし）。「これがあなた方のやり方なのですね」と電話を切った。何の後ろ盾もない自分にはどうすることもできず、『鬼龍院花子の生涯』という作品は意識から切り離すしかなかった。
映画は大ヒットし、東映は宮尾作品を立て続けに製作し一時代を築いた。後になって日下部が謝りたいと言っていると東映の関係者から連絡があり、梶は気乗りはしなかったが、顔を立ててくれと頼まれて、指定された店に出向くが、日下部はニタニタしているだけで謝罪は一切なし。二軒目の店でも同じで別れ際になって初めて日下部が口を開き、「まあ、今回はいろいろあったけど、水に流してよ」と言いながら、梶の膝の辺りを軽くたたき、梶はその手を払いのけてその場を去った。
日下部と間近に接したのはこれ一回きりで、その後は撮影所で会っても日下部が梶を見ると逃げるという。この経験以降、梶は物事を達観視するようになったと話している。

#### 監督
五社英雄は1980年に娘・巴が交通事故に遭い重体となり、自身も銃刀法違反容疑で逮捕。フジテレビを退職し、妻にも逃げられ意気消沈し自殺も考えていた。業界から離れて飲み屋を経営して生計を立てようと新宿ゴールデン街で開店の準備をしていたが、それを見かねた親友・佐藤正之と佐藤から頼まれた岡田の尽力により映画界に復帰した。岡田から五社に「一度会社に顔を出せよ」と電話があり、負けず嫌いの五社は自分が弱っているところを岡田に見せたくないと、目いっぱい突っ張って岡田に会いに行った。すると岡田から「お前、いろいろあったみたいだけど、元気そうじゃないか。それにしても、お前は負けっぷりがいいな」と言われた。意地でも負けを認めたくなかったところに「負けっぷりがいい」と、岡田から負けを讃えられたことは何より嬉しく、五社は肩の荷が下りた気がしたという。「どうだ、死ぬ気になってもう一度映画を撮ってみないか。何か撮りたい企画があったら持って来いよ」と言われ、持って行った企画が宮尾登美子の小説『櫂』だった。岡田は自伝『悔いなきわが映画人生』などで、佐藤と同時にフジテレビの鹿内春雄から「五社はよくやってくれたからかわいいんだけれども、何とかならんかと連絡があった」と述べている。五社は本作に再起を賭けた。ただテレビ出身の五社に果たして女性を撮れるのかと反対する声も多かったが、原作者の宮尾が「修羅場を経験してきているから」とOKを出した。なお、『櫂』は、後に東映にて映画が製作されており、五社が監督を務めている。
五社は『週刊Heibon』1983年9月29日号の五社の長時間密着取材で、「東映の岡田社長から『再出発になにかやりたいものがあるか』といわれたときはうれしかったですよ。即座に『〈鬼龍院花子の生涯〉をやりたい』と飛びついた。むかしから宮尾登美子さんのものは読んでたし、人間の持っている怨念、悔しさ、魔性、情念の爆発が深く描かれていますからねえ」などと話している。1984年8月7日に東映本社 で『櫂』の製作発表が行われた際、五社は「TVから映画界入りして宮尾作品にぶつかり『鬼龍院花子の生涯』『陽暉楼』そして『櫂』と三部作でやりたいと岡田社長にお願いしたが、映画界でメシを食える人間としてその夢が叶えられて運が強い男だと思う」と話した。岡田は『キネマ旬報』1987年3月上旬号のインタビューで「五社君が非常に落ち込んでる時に僕のところにやってきてね、仕事をしたいと。僕は昔から、京都の撮影所長をしとるころから彼をかわいがっていたもんだから、本当にやる気があるのかと聞くと、是非、やりたいと。ただ、お前はもう『三匹の侍』のパターンから脱却しないとだめだよって言ったら、宮尾登美子さんの作品をやりたいと言い出した。宮尾さんの作品を全部持ってきたんだ。五社が希望したのは『鬼龍院花子の生涯』ではなく他の女衒もの(『櫂』)だったが、その中から僕がタイトルがよさそうなのを選んだのが『鬼龍院花子の生涯』だったわけだ。ところがこれは企画会議で大反対を食らった。営業なんか一人も賛成する者がいなかった。それで一応、その場は研究課題としてひっこめ、会議のあとで早速、五社君に企画を通すためにはこんなキャストではだめだといったんだ。その時は何だかわけの判らんキャスティングを五社君が組んできていてね。ただ、その当時は五社君の作品に女優が出るかというと、なかなか出たがらなかったんだ。それでしょうがないから僕が岩下志麻に電話してOKを取り、いろいろやっているうちに夏目雅子が引っかかってきた。で、僕は夏目に会ったんだ。これはいい、夏目にせいと、これが成功の要因だった。岩下志麻、夏目雅子とくれば、もう反対するやつはいない」と話している。2001年の著書『悔いなきわが映画人生』での岩下志麻との対談では「五社が岩下君のファンでどうしても組みたいんだと僕のところに『鬼龍院花子の生涯』を持ってきた」などと話している。
五社に期待したのは、女優を脱がす能力だった。硬派なアクション演出に定評のあった五社であるが『人斬り』（1969年）で倍賞美津子を、『出所祝い』（1971年）で、江波杏子をヌードにさせて激しい濡れ場を演じさせた実績があった。東映もそれまでポルノをたくさん製作したが、脱いでいたのはポルノ専門の女優で、トップどころの女優を脱がせるには別の才能が必要だった。五社は本作の濡れ場の演出でも、自ら裸になり、同じく裸になった助監督を相手に実演しながら、濡れ場の動きを女優たちに伝えた。助監督の足の指まで舐めた。羞恥心をかなぐり捨てた演技指導の迫力に圧倒され、夏目、夏木マリ、佳那晃子ら女優たちが次々とヌードになり、濃厚な濡れ場を展開した。五社は「女優はいくら金を積んで拝み倒しても、そう簡単に映画で脱ぐものではないし、ハードな濡れ場はやりたがらない」「相手を信用させること。信用させるために自分が率先して恥をかく。ラブシーンは、助監督と一緒になって動きの全てを細大漏らさず女優の前でやって見せる。組んずほぐれつを汗だくだくで真剣そのものをやって見せる。濡れ場を撮影するとき、役者と同じに演じて見せる監督は俺ぐらいだろう。たいていは、現場に来て役者に『好きなようにやってみてください』と言うのがおちなんだ。誰だって恥はかきたくない。しかし監督は女優の恥の限りを引き出して見せるのが商売だ。それには、こっちが先に恥をかかなければ相手を安心させることなんてできない」などと話していた。

#### ヒロイン決定まで
女優が本を送ってくるということは「自分がヒロインをやりたい」という暗黙の意思表示であるが日下部は「松恵」を梶が演じるには大人すぎると判断、梶には「松恵」以外の役なら誰でもキャスティングすると説得したが梶は譲らず。企画のきっかけを与えてくれた功労者との交渉は決裂した」と話している。
五社は主役を大竹しのぶと考え、長い期間、交渉を続けていた。しかしスタッフの厳しさが評判になっていた京撮の仕事を大竹が頑なに嫌がり、東映の社史『クロニクル東映』での五社の証言でも「主演は大竹しのぶさんを候補に挙げていたのだが、どうしてもOKがとれなかった。『アクションの五社作品では（出演したくない）』ということではなかったかと思う」と書かれている。その他、当時の五社の評判は、芸能界であまり好ましいものではなく「あの監督にかかったら、何をされるか分からない。間違いなく脱がされるだけ」と、特に女優の間で敬遠されていた。大竹が降りると言ってきて五社は連日酒を飲み、「上等だ!大竹しのぶがなんぼのもんじゃい!」と息巻いていたといわれる。五社は自分からは頑として女優に頭を下げることはなく、頭を下げたのは遺作となった『女殺油地獄』（1992年）の樋口可南子だけだったという。五社は「大竹がダメなら他の女優で」と要請したが、東映の製作サイドが「せめてヒロインだけは大物女優にして箔をつけないと文芸作品として成り立たない」と拒否。当時の大竹は演技派女優として飛ぶ鳥を落とす勢いだった。クランクインを半年延期して、さらに大竹の出演交渉を粘り強く続けたがやはり大竹は辞退した。この時点で岡田は「製作は一時中断に追い込まれた」と話している。

#### 夏目雅子のヒロイン抜擢
スタートから頓挫しかけてきたころ、夏目の名が挙がり、夏目が五社に電話してきた。「わたしはモデル上がりの女優の卵です。今度の映画の企画のことを知りました。ぜひ、わたしにやらせてください」。ハキハキした声でこう話すと10分もたたぬうちに、五社の自宅に夏目が訪問してきた。直接交渉には応じない流儀の五社は、直ちに「帰ってくれ」と口を出しかけたとき、いきなり夏目は『鬼龍院花子の生涯』の台本を玄関の土間に置くと、その上に正座して両手を突いて「このホンにのりました」と言った。テレビドラマ『西遊記』での 三蔵法師のイメージしか、五社は夏目に対して持っていなかったが、意表を突かれ思案する余裕も与えない夏目の火のような熱意を感じたと述べている。日下部は和田勉が演出したNHKドラマ『ザ・商社』（1980年）で、毅然と脱いでヌードを披露していた夏目を「この子は脱げる」と推薦したと話している。
五社の娘・巴は著書で、東映の社史に書かれた上記の五社の話は作り話で実際はプロデューサーの事務所で夏目はマネージャー同伴で五社と初めて逢い、初対面の時から物怖じすることなく、人懐っこい笑みで「松恵の役を自分ができたらラッキーだ」と屈託なく話した夏目の度胸と凛とした美貌を大層気に入り抜擢が決まった、というのが真相と書いている。五社巴は「サービス精神が旺盛な父が、ときとして会話さえも相手が喜ぶように自分流に脚色したのではないか」と述べている。夏目は当時既に人気を得てはいたが、映画のヒロインを張るにはまだ新人。映画はヒットしないんじゃないかと思われた。東映の製作サイドは最後まで渋ったが、セットが完成していたこともあり、どうにかクランクインとなった。夏目は文学座（其田事務所）に所属していたため、岡田が文学座に出向いて同郷の杉村春子に夏目起用の了承を得た。岡田は「松恵の役にはまる女優がなかなか見つからず、製作は一時中断に追い込まれた。それから皆が必死に女優探しに走り回ってようやく発掘したのが文学座に所属していた夏目雅子さんである」と話している。

#### 鬼龍院政五郎（鬼政）
今回は女性客を呼び込むため「文芸作品」の構えを見せなければならないが、従来の東映生え抜きの役者では「いつものように男臭い東映ヤクザ映画」と敬遠される恐れがある。そこで東映東京撮影所で製作された大ヒット戦争映画『二百三高地』（1980年）に主演していて、本社の営業サイドにも信頼のあった仲代達矢に日下部が出演依頼した。日下部は「プロデューサーとしては、監督の前に主演を誰でやるかが最初に来る」「佐藤正之さんに『仲代さんを貸してくれ』と言ったら『五社と仲代をパッケージでつけたい』と言われた」などと話している。仲代は本作の出演で東映に惚れこみ、「機会があったらまたやりましょう」という言葉をもらったため、東映は仲代主演の企画を考えるようになった。仲代はこれ以前は東映とは縁の薄い役者だった。

#### 正妻歌
五社が岡田に「岩下志麻と組みたい」と直談判。岩下は松竹の至宝で、松竹は貸し出しを渋ったといわれる。五社から「この役は粋で仇っぽくて、岩下さんは今までそういう役をやっていないから、そういうものを引き出したい。この役で、そういう芸域を広げていくきっかけにしたらどうか」とアドバイスを受け承諾した。岩下のヤクザの姐御役は本作が初めて。岩下は太ももの入れ墨を見せる官能的なシーンを自ら提案し、東映という縁遠かった世界に一気にのめり込んだ。本作では夏目に持っていかれたが、これが1986年からの当たり役「極道の妻たち」シリーズに繋がる。『極妻』では凄みの効いた低い声で「あんたら、覚悟しいや!」とピストルをぶっ放し“姐御”イメージを決定的にした。松竹育ちの岩下は京撮の初日はびくびくだったと話している。仲代と岩下は『雲霧仁左衛門』（1978年）で五社と一緒に仕事をしており気心が知れていた。

#### 夏木マリ
鬼政と敵対する組の姐御役を演じた夏木マリは当時、歌手の仕事をもっぱらにしていたが、歌手時代の夏木のショーを観ていた五社が大抜擢した。夏木は「売れない歌手がふてくされて舞台をやっていたトンネル時代だったので、また夢が見れればいいな、と思いながら、それでも売れない歌手が起死回生を狙うチャンスと思った」「浅田美代子チャンや研ナオコの映画に事務所がらみで出たことはあったけど、シナリオ読んだのはこれが初めて」などと話している。最初に渡されたシナリオでは自身の出番が8シーンしかなく、シーン数の少ないのが不満で、出番の多い中村晃子の役に代えてくれと頼んだら、キャラクターに合わないからダメといわれ、五社になだめられて不承不承やったら、出来上がった映画は中村のシーンが大幅にカットされていて「映画ってこわいなあ」と思ったという。

#### 脚本
当初、野上龍雄が担当する予定だったが、「自分の出生と重なりすぎている」と降板、高田宏治が起用された。五社は高田に対して尊大な態度を取ったが、高田の脚本のアイデアを聞いて態度を一変させ意気投合し、その後もコンビで多くの作品を世に出した。「なめたらいかんぜよ！」の名ゼリフは、宮尾の原作にはない高田の創作。五社の芸能界復帰から本作のクランクインまで1年もかかり、五社は高田との電話での打ち合わせで、自分をなかなか認めてくれない世間に対して怒りをぶちまけ、この言葉をよく吐いた。高田が五社の心中を思いやり「なめたらいかんぜよ!」というセリフを重ねた。夏目は見事に本番一回でこのセリフを決めた。試写を見た宮尾は、このセリフにビックリ仰天し、映画公開後は「なめたらいかんぜよの宮尾さん」と言われることになり、困惑したと話していたという。五社は日常の中でぽんぽん素晴らしい言葉を出す人で、高田が記憶して幾つかシナリオで採用しているという。このためシナリオは五社と一緒に書いている感覚があり、五社自身の生理がシナリオに多く入っている、と高田は話している。

#### 撮影
初日の撮影が終わった後、夏目が五社に「隠していたことがあります」と話を切り出し「もう降ろされる心配はないと思うので申します。実はバセドー病が悪化して入院することになりました。手術のため1か月休ませてください。だましてごめんなさい。どうしてもこの仕事をやりたかったのです」と言い出した。最初から病気のことが分かっていたら「松恵」役を降ろされていたが、ルール違反をあえてするほど、夏目はこの役に執着していた。主役が急に休み混乱したが、夏目の病気療養中は、先に仙道敦子による子供時代の「松恵」の撮影を進めた。1か月後、約束どおり夏目は復帰し、手術痕が痛々しかったが、仲代との濡れ場を始め、以前に勝る体当たり演技を見せた。夏目の復帰は5か月後だったともいわれる。しかし撮影が終わると酒を過度に飲むようになった。ウイスキーをボトル1本、それもストレートであける。しかしどんなに飲もうと、翌朝はきちんと時間通りに撮影現場に来るので文句は付けようがなかった。完成後のキャンペーンで高知に行った時、旅館で五社と仲代達矢が夏目を酔わせて口説こうとしたが、夏目は酒が滅法強く先に五社と仲代がひっくり返ったといわれる。主演の仲代は、後年の回想録で、共演者に気を遣う夏目を褒めている。
美術の西岡善信と撮影の森田富士郎は、五社が1969年の『人斬り』で腕前に惚れこみ、本作でも指名され参加した。西岡・森田は、文豪の小説を数多く映画化した大映京都撮影所の出身で、それまでの京撮作品には見られなかった気品が漂っていた。上品で高級感のある映像は、それまで京撮作品を避けてきた女性客にも受け入れられ大ヒットに繋がった。本作以降、京撮の映画作りは一気に、女性客を意識した「高級な作り」へ傾斜していった。

#### 宣伝
本作には鬼龍院政五郎役の仲代達矢を始め、荒々しい男たちが登場する。しかし宣伝ポスターにはそうした雰囲気は全く見せず、和服姿の夏目雅子だけを写した。予告編も女優の濡れ場を前面に押し出した作りで、それまでの泥臭い「男の世界」東映のイメージを意図的に隠し、妖艶な美しさに溢れる「女の世界」を強調した。1960年代から1970年代にかけて京撮で製作した作品に女性客はほとんどいなかった、あるいは恐れて近寄らなかった。そのため女性客を東映の劇場に呼び込むためには、今度の作品は今までとは違うというアピールが特別に必要だった。取り立てて期待を寄せていなかった新人女優・夏目雅子の豹変に、現場スタッフも度肝を抜かれ、京都から送られてきたプリントを見た宣伝スタッフも夏目の台本には書かれてなかった「なめたらいかんぜよ！」の啖呵を切るシーンを見て予告編とテレビスポットに使うことを決めた。その結果、「なめたらいかんぜよ！」の言葉は世間に知れ渡り、『鬼龍院花子の生涯』が大ヒットするきっかけとなった。本作の新聞広告は、1982年度の朝日広告賞を受賞している。

#### 公開
東映の営業も劇場の支配人も誰一人、本作のヒットを予想する者はおらず、女性層を取り込むのは難しいのではという前評判だった、11億円に配給収入を上げたが、岡田は「テレビドラマでは描けない、無いものを映画では映像化できることがヒットの要因」と自己分析している。各地の劇場では女性客が6割以上を占め、女性客の獲得が課題になっていた東映にとって久しぶりの快挙であったと同時に、興行的にも大成功を収めた。

### 後続作品への影響
本作公開前から、岡田社長が夏目に惚れ込み、夏目主演の任侠映画―これまでのような任侠映画ではなく、新しい形の、女の目から見た任侠道を描く任侠路線を復活させようと夏目主演の新しい看板路線を構想した。実は『青春の門』に起用した松坂慶子を東映に引き抜いてこれをやろうとしたが、松坂の引き抜きに失敗していた。岡田が松坂を引き抜こうとしていることを知る深作欣二は、1982年6月10日に松竹本社であった『道頓堀川』のマスコミ試写会終了後に行われた記者会見で、記者の「ヤクザ映画は作らないのですか?」という質問に対して「松坂さんでお竜さんなんかやると面白いでしょうな。こんなことを言うと東映の岡田社長に怒られるかな」と軽口をたたいた。岡田は次に夏目に目を付け、「夏目雅子は松坂慶子を超える女優や」と吹いた。具体的にはまず、山口組三代目の女房から見た任侠の世界を描く『制覇』に夏目の主演を指示していたが、夏目はこのオファーに難色を示してあえなく頓挫、東映の夏目女ヤクザ路線が敷かれることはなく、夏目も二度とヤクザ映画をやらなかった。『鬼龍院花子の生涯』は夏目が唯一出演したヤクザ映画である。岡田構想による女性任侠新路線はこの後、文芸作品とミックスし、夏目以外の女優たちによって実現に移され、1980年代の東映の柱になっていった。夏目の元には映画会社各社が争奪戦を繰り広げ、夏目自身が次回作に松竹『時代屋の女房』を選んだ。
五社は「『鬼龍院花子の生涯』がヒットしたら『櫂』も『陽暉楼』も撮らせて下さい」と岡田に約束を取り付けていたため、本作の大成功で監督として復活し『陽暉楼』『櫂』を撮ることが出来た。
『鬼龍院花子の生涯』『陽暉楼』『櫂』は、五社と宮尾登美子とのコンビ作品で「高知三部作」とも呼ばれた。これらは東映に新たな“女性文芸大作路線”を確立させた。
東映は男性路線中心だった1963年に東撮所長時代の岡田茂が、プロデューサー生命を賭けて佐久間良子を『五番町夕霧楼』（水上勉原作、田坂具隆監督）のヒロインに抜擢して大ヒットさせ、東映に“女性文芸路線”を開拓したことがあったが、1970年代には影を潜めていた。大きなムーブメントになったのは『鬼龍院花子の生涯』の大ヒットが切っ掛け。文芸原作に東映お得意の任侠に加えて、女優たちのエロチシズム。ここに新たな鉱脈を見出した東映は、宮尾登美子の原作を続々映画化。男顔負けの啖呵を切る土佐の女性たちのイメージは1986年から始まる「極道の妻たちシリーズ」に受け継がれた。テレビドラマでも女子高校生刑事が最後に啖呵を切って悪を倒す『スケバン刑事』が1985年から始まり、本作の影響でヒロイン二代目麻宮サキを演じた南野陽子の土佐弁の起用が決まり、土佐弁の啖呵が決まった『二代目スケバン刑事』がシリーズ最高の人気を集めた。

### 逸話
- 花子の婚約者という設定の人物は、山口組二代目組長・山口登の用心棒だった人で、1940年二代目広沢虎造の争奪戦に絡み下関の籠寅組と揉め、浅草田島町で襲われ殺された[28]。事件現場のごく近くに五社の実家があり、浅草の顔役だった五社の父が警察とあとの始末をした[28]。五社自身も子ども心に鮮明に覚えていたという。
- 五社はテレビ出身の映画監督の先駆けであるが[83]、京撮所長の岡田茂は1966年、時代劇が低迷した京撮に新しい血の導入を模索し、中村錦之助と親しかった本田延三郎からの推薦で五社を招いていた[84]。中村主演『丹下左膳 飛燕居合斬り』と、夏八木（夏木）勲主演『牙狼之介シリーズ』と、2本の映画を五社は監督している[30][83][84]。五社は『丹下左膳』で京撮の竹光による殺陣で製作したが、『牙狼之介』では刀の重量感を表現し、戦いに生々しい迫力を求め、ジュラルミン仕様の刀で[注 1]、殺陣を撮るつもりだった。それでも夏八木の殺陣の相手をする東映剣会から竹光を要望され、五社は受け入れる[84]。クランクイン前から鉄身で稽古していた夏八木は[83]、竹光で力を入れ過ぎて相手に怪我を負わせてしまい、剣会が反発[84]。これ以降、五社は京撮で撮っていなかった[84]。
- 本作で仲代が第6回日本アカデミー賞優秀主演男優賞を受賞し、同賞を受け取ったが（最優秀は平田満『蒲田行進曲』）、黒澤明は、日本アカデミー賞の創設時から「アメリカのアカデミー賞の真似事でくだらない」と同賞を批判し、絶対に受賞しないと決めていた。しかし仲代は「僕は東映に恩義がありますから」と、受賞したためその不文律を破り、黒澤を非常に落胆させたといわれる[85]。
- 本作の大ヒット以降、五社は大監督の道を、夏目雅子は大女優の道を歩むが、夏目はこの僅か3年後に亡くなった。五社は夏目の葬儀の後、亡くなる2週間前に夏目の弟・小達敏昭（当時高校生）が撮ったという夏目の写真を渡された。黒いカーテンの前に、赤い長襦袢にしごき1本の姿で立ち、両手で紙吹雪を中空に散らしている写真だった。五社は「あの紙吹雪はカルテを破った紙片ではなかったか。わたしは、女優の凄まじいばかりの執念を見た思いがした。夏目さんは外見のさっぱりさに似ず、計り知れない魔性の呻きがけたたましく、わたしを途方にくれさせた。彼女の魔性こそが、あの映画を活かした。しかしなぜか、詳しい説明はできないのだ。わたしのこの映画は女の魔性のにおいを強く包んだ。28歳の短命を知ったひとりの女の憶いをわたしごときが計り知ることができるはずがあろうか」などと述べている[41]。
  - だが夏目の死去から33年を経た2018年3月23日放送の『爆報! THE フライデー』（TBS系列）にて、実際にこの写真を撮影したカメラマンの岩田省三が取材に応え、「実は亡くなる数年前、展覧会向けに撮影させてもらったもの」と話した。つまり写真は亡くなる2週間前に撮ったものではなく、白血病を発症もしていない時に撮られたものだと明かしている。岩田は夏目がデビュー直後の20歳頃に出演した銀行の広告写真を手がけて以来の仲で、くだんの写真は夏目自身も気に入っていたため岩田から本人にも1枚プレゼントされており、その1枚が夏目の死後に家族から「五社監督に持っていて欲しい」と託されたという。番組内で岩田は、五社が上記のようなことを述べた理由について「1本のドラマを作る映画監督なので、夏目雅子は病に負けて旅立ったのではなく最後まで病と闘い続けた凄い女優だったことを伝えるための演出だったのでは」という趣旨のことを述べている。
- 1985年9月13日にフジテレビ系列で2日前に急逝した夏目の追悼番組としてテレビ放送された際には視聴率34.8%（関東地区、ビデオリサーチ）を記録、映画放送としては歴代11位、日本映画としては歴代8位である[86]。

## テレビドラマ

### テレビドラマ（1984年版）
1984年（昭和59年）7月17日 - 8月21日までTBS系列にて放送。放送時間は毎週火曜日21:00 - 21:54。全6話。
松恵に焦点をあてた。

#### キャスト（1984年版）
- 松恵：池上季実子
- 加賀まりこ
- 林田恒吉：津川雅彦
- 風祭ゆき
- 親王塚貴子
- 蜷川有紀
- ウガンダ
- 大塚ちか子
- ハナ肇
- 末長平蔵：小池朝雄
- つる：結城しのぶ
- なべおさみ
- 夏樹陽子
- 須田宇市：山村聡
- 牟田悌三
- 片桐竜次

#### スタッフ（1984年版）
- 演出：山本和夫
- 脚本：関本郁夫
- 主題歌：池上季実子「流されて」（ビクター、SV-7402）

#### サブタイトル（1984年版）
1. 逃げたらいかんぜよ（7月17日）
2. 惚れたらいかんぜよ（7月24日）
3. 死んだらいかんぜよ（7月31日）
4. 負けたらいかんぜよ（8月7日）
5. 泣いたらいかんぜよ（8月14日）
6. なめたらいかんぜよ（8月21日）

### テレビドラマ（2010年版）
2010年（平成22年）6月6日にテレビ朝日系にてスペシャルドラマとして放映。主演は観月ありさ。視聴率13.9%。
メインの観月と岡田浩暉はフジテレビ系ドラマで映画化もされた『ナースのお仕事』でも共演していた。また“御前”こと須田役の夏八木は、映画版（当時は「夏木勲」名義）では兼松を演じていた。

#### ストーリー（2010年版）
貧しい家に生まれた主人公・松恵は6歳のとき、跡継ぎにと望まれた兄の「おまけ」として、子どものいない鬼龍院政五郎の養女に入る。成長した松恵は政五郎の反対を押し切って進学し小学校教師として働きはじめる。やがて初めての恋を経験。しかし、その恋に訪れたのは、酷く、悲しい結末だった。「おまけの子」である自分にとって、この家での居場所はどこにもない……そう感じていたはずの松恵。だが、大きな悲しみの中で、次第に血のつながらない妹・花子、義理の母・歌、そして義父・政五郎への愛を見出し、自分が「鬼龍院の娘」であることを痛感していく。

#### キャスト（2010年版）
- 林田松恵（鬼龍院松恵）：観月ありさ（幼少期：北村沙羅）
- 田辺恭介：岡田浩暉
- 林田花子（鬼龍院花子）：宮本真希
- つる：芳本美代子
- 笑若：高橋由美子
- 兼松：今井雅之
- 辻原誠（市川嵐）：川岡大次郎
- 田辺聡子（恭介の妹）：小島可奈子
- 冬喜：斉藤慶太
- 田辺英介（恭介の父）：山本紀彦
- 魚徳：若林哲行
- 遠山一郎（医者）：藤田宗久
- 権藤哲夫：石倉英彦
- 市川嵐蔵：山内としお
- 夕子：北村沙羅（二役）
- 精（鬼政の子分）：木下通博
- 熊（鬼政の子分）：杉山幸晴
- 荒磯：名高達男
- 須田保次郎：夏八木勲
- 林田歌（鬼龍院歌）：多岐川裕美
- 鬼龍院政五郎（林田恒吉）：高橋英樹
- その他：峰蘭太郎、入江毅、いわすとおる、山口幸晴、前川恵美子、田井克幸、窪田弘和、宮本宏司、藤原ひろみ、木谷邦臣、矢部義章、内藤和也、松島紫代、野々村仁、山根誠示、西村龍弥 ほか

#### スタッフ（2010年版）
- 原作：宮尾登美子（中公文庫）
- 脚本：橋本綾
- 監督：猪原達三
- 音楽：西村由紀江
- 衣装協力：東京衣裳
- プロダクション協力：東映太秦映画村
- チーフプロデューサー：五十嵐文郎（テレビ朝日）
- プロデューサー：田中芳之（テレビ朝日）、島田薫（東映）
- 制作：テレビ朝日、東映

#### 遅れネット局（2010年版）
- RKC高知放送（日本テレビ系列）：2010年12月30日 13:30 - 15:50